# Marie Arning
Marie Arning, née le 19 avril 1887 à Bramsche et morte le 12 septembre 1957 à Magdebourg, est une ouvrière et femme politique allemande. Engagée dans le mouvement syndical, dans l'Arbeiterwohlfahrt, elle est aussi membre du Parti social-démocrate et siège à ce titre au Reichstag sous la République de Weimar, de 1924 à 1930.

## Biographie

### Jeunesse
Marie Kall est née le 19 avril 1887 à Bramsche. Ses parents Johann et Margarethe Kall sont des ouvriers de l'industrie textile. Elle fréquente l'école primaire à Bramsche et Osnabrück. Puis, la mort prématurée de son père la contraint à assurer la subsistance de la famille et elle travaille comme ouvrière du textile jusqu'à l'âge de 27 ans. Un lock-out l'oblige alors à déménager avec sa famille dans la région de la Ruhr,,.
À l'âge de 21 ans, elle épouse Bernhardt Arning, également un ouvrier textile.

### Engagement syndical et politique
À Duisbourg, en 1908, elle rejoint l'Association allemande des ouvriers du textile (de) et s'engage politiquement dans le Parti social-démocrate (SPD). De 1914 à 1918, elle est la secrétaire bénévole du SPD à Duisburg avant de devenir secrétaire aux femmes, à plein temps, dans le district du SPD Niederrhein en 1920 et présidente des Femmes sociales-démocrates de ce même district,
De 1919 à 1920, elle est membre du conseil municipal de Duisbourg pour le SPD.
En 1922, elle s'installe à Magdebourg et devient secrétaire de district du SPD pour l'Agitation des femmes (Frauenagitation) et présidente du comité local de l'Arbeiterwohlfahrt (Organisation sociale des travailleurs, AWO). L'objectif principal du travail porte sur la garde et l'éducation des enfants. Selon Rüdiger Fikentscher, elle aurait été exclue de l'AWO en 1932 après la découverte d'irrégularités financières,.
En 1924 à septembre 1930, elle est élue membre du Reichstag de la République de Weimar.

### Années du nazisme
Après l'arrivée au pouvoir des nationaux-socialistes, Marie Arning s'enfuit en Belgique en 1933 et s'engage dans la résistance contre le nazisme au sein du Secrétariat social-démocrate aux frontières,. Elle est déchue de la nationalité allemande en 1936 (Ausbürgerung (de)),.
Lors de l'invasion de la Belgique par l'armée du Troisième Reich, Marie Arning est arrêtée par la police belge de l'immigration et internée dans le camp français de Gurs. À l'automne 1940, elle est ramenée à Bruxelles avec un transport de réfugiés et emmenée par la Gestapo à la prison de Magdebourg. Elle est libérée de prison en juillet 1941 car elle souffre d'une grave maladie cardiaque et n'est pas en état de purger sa peine. Elle reste sous surveillance policière jusqu'en 1945, mais cela ne l'empêche pas de garder des contacts avec d'autres membres du SPD.

### L'Après-guerre
Après la fin de la dictature nazie, elle occupe en 1945 un poste de direction au Bureau de l'emploi de Magdebourg. En 1946, elle est de nouveau arrêtée et passe six mois dans une prison soviétique à Quedlinburg. Elle est réhabilitée et reprend son travail à l'agence pour l'emploi de Magdebourg jusqu'en 1951 et dans diverses organisations sociales.
Elle décède le 12 septembre 1957 à Magdebourg.

## Hommages
Marie Arning est reconnue comme victime du fascisme et reçoit plusieurs distinctions.
En 1999, la maison de l'Arbeiterwohlfahrt, située Thiemstrasse 12 à Magdebourg, prend son nom.
En 2020, le nom de Marie Arning est proposé pour une rue à Magdebourg et, en 2023, pour une place à Bramsche,.